# Idővágás
Az Idővágás (eredeti cím: Time Cut) 2024-ben bemutatott amerikai sci-fi horrorfilm, amelyet Michael Kennedy és Hannah MacPherson forgatókönyvéből MacPherson rendezett. A főbb szerepekben Madison Bailey, Antonia Gentry és Griffin Gluck látható.
A filmet 2024. október 30-án mutatta be a Netflix.

## Cselekmény
Lucy Field a Sweetly High School tanulója. Mivel épp most nyert felvételt a NASA nyári szakmai gyakorlatára, a jövője remekül alakul, de a családja múltja viharfelhőként lebeg az élete felett. Summer, a nővére, akivel sosem találkozott, 20 évvel ezelőtt brutális gyilkosságsorozatban halt meg. Summer halálának évfordulóján véletlenül talál egy időgépet, amely visszarepíti őt 2003-ba. Miközben megpróbál visszatalálni 2024-be, rájön, hogy lehetősége van megváltoztatni saját és nővére sorsát.

## Szereplők
| Szerep                                  | Színész          | Magyar hang       |
| --------------------------------------- | ---------------- | ----------------- |
| Lucy, Summer húga                       | Madison Bailey   | Antóci Dorottya   |
| Summer, Lucy nővére                     | Antonia Gentry   | Szűcs Anna Viola  |
| Gil, Lucy és Summer apja                | Michael Shanks   | Bozsó Péter       |
| Quinn, egy fizikazseni és Lucy segítője | Griffin Gluck    | Rada Bálint       |
| Emmy, Summer legjobb barátnője          | Megan Best       |                   |
| Ethan                                   | Samuel Braun     | Kádár-Szabó Bence |
| Val                                     | Sydney Sabiston  |                   |
| Brian                                   | Kataem O’Connor  |                   |
| Kendra, Lucy és Summer anyja            | Rachael Crawford | Pap Katalin       |

### Magyar változat
- Magyar szöveg: Tóth Gábor
- Hangmérnök és vágó: Erdélyi Imre
- Gyártásvezető: Újréti Zsuzsa
- Szinkronrendező: Egyed Mónika
- Produkciós vezető: Haramia Judit

A szinkront a Iyuno Hungary készítette el.

## A film készítése
2021 májusában bejelentették, hogy a Michael Kennedy és Sono Patel által írt forgatókönyvből készített filmet Hannah MacPherson fogja rendezni. 2021-ben Madison Bailey és Antonia Gentry voltak az elsők, akikről bejelentették, hogy szerepelni fognak a filmben.
A forgatásra Winnipegben került volna sor 2021. június 21. és július 28. között. Végül július 6-án kezdődött és augusztusban ért véget. A film forgatásán töltetlen fegyvereket használtak, de a lőfegyverbiztonsági személyzet mégis követte a szokásos biztonsági óvintézkedéseket, hogy az egész stáb és a stáb tisztában legyen azzal.